# Chełkowo (przystanek kolejowy)
Chełkowo – zlikwidowany wąskotorowy przystanek osobowy w Chełkowie, na wąskotorowej linii kolejowej Rakoniewice Wąskotorowe – Krzywiń, w powiecie kościańskim, w województwie wielkopolskim, w Polsce.